# Saint-Jean-de-Beauregard
Saint-Jean-de-Beauregard é uma comuna francesa na região administrativa da Ilha-de-França, no departamento de Essonne. Estende-se por uma área de 2,83 km². Em 2010 a comuna tinha 468 habitantes (densidade: 165,4 hab./km²).